# نيللي هالستيد (لاعبة رياضية)
كانت نيللي هالستيد (المولودة في 19 سبتمبر 1910 – والمُتوفاة في 11 نوفمبر 1991) رياضية إنجليزية في سباقات المضمار والميدان، ولعبت باسم بريطانيا العظمى في الألعاب الأولمبية الصيفية لعام 1932 في لوس أنجلوس. وُلدت نيللي في رادكليف بلانكشاير وتوفيت في بيري. وكانت نيللي عضوًا في نادي بيري الرياضي ونادي رادكليف الرياضي.

## ألعاب القوى
فازت نيللي بميداليات ذهبية في سباقي 60 متر و200 متر في أولمبياد جريس عام.
لعبت نيللي باسم بريطانيا العظمى كواحدة من أوائل الرياضيين البريطانيين في دورة الألعاب الأولمبية الصيفية لعام 1932 التي أُقيمت في لوس أنجلوس، حيث فازت بالميدالية البرونزية في سباق 4 × 100 متر مع زملائها في الفريق إيلين هيسكوك، وجويندولين بورتر وفيوليت ويب (التي حلّت محل إثيل جونسون بعد إصابتها).
كانت نيللي في دورة الألعاب الإمبراطورية عام 1934عضوة في فريق التتابع الإنجليزي الذي فاز بالميدالية الذهبية في سباق التتابع 110-220-110 ياردة والميدالية الفضية في مسابقة التتابع 220-110-220-110 ياردة (مع إيلين هيسكوك، وإثيل جونسون وآيفي ووكر). وفازت في مسافة 220 ياردة بالميدالية البرونزية.
لعبت نيللي أيضًا وفقًا للمؤرخ جان ويليامز، كمهاجم مركزي لفريق كرة القدم للسيدات ديك كير.
شاركت نيللي أيضًا في سباق 1.9 ميل للسيدات في بطولة اختراق الضاحية الدولية، وفازت باللقب لإنجلترا.

## الحياة الشخصية
في ألعاب 1934، فاز شقيقها إدوين هالستيد (المشهور بعد ذلك باسم إديث هالستيد ) أيضًا بالميدالية الفضية.